# Eloceria ursina
Eloceria ursina är en tvåvingeart som beskrevs av Richter och Tschorsnig 2000. Eloceria ursina ingår i släktet Eloceria och familjen parasitflugor.
Artens utbredningsområde är Uzbekistan. Inga underarter finns listade i Catalogue of Life.